# Psi Velorum
Désignations
Psi Velorum (ψ Vel, ψ Velorum) est une étoile binaire de la constellation des Voiles. Elle est à environ 60,5 années-lumière de la Terre, ce qui en fait l'étoile la plus proche de la constellation.
La composante primaire, Psi Velorum A, est une sous-géante jaune-blanche de type F avec une magnitude apparente de +4,1. La compagne, Psi Velorum B, est une naine jaune-blanche de la séquence principale de type F, avec une magnitude apparente de +4,6. Les deux étoiles sont séparées de 0,68 seconde d'arc, soit au moins 12 ua, et accomplissent leur orbite en 33,99 ans.